# Snake in the Eagle's Shadow
Snake in the Eagle's Shadow (Se ying diu sau) is een Hongkongse martialartsfilm uit 1978 geregisseerd door Yuen Woo-ping, en met in de hoofdrol Jackie Chan. 

## Verhaal
Chien Fu is een schoonmaker op een kungfuschool. Hij weet niet hoe hij moet vechten, en de leraar en zijn leerlingen gebruiken hem als "bokszak". Op een dag ontmoet hij een oudere man die een meester in vechtkunsten blijkt te zijn. Hij besluit de jongen te helpen door met hem de vechtstijl "Snake Fist Kungfu" te trainen. Na deze gebeurtenissen vechten ze beiden tegen de meester van de "Eagle Claw" clan.

## Rolverdeling
| Acteur         | Personage            |
| -------------- | -------------------- |
| Jackie Chan    | Chien Fu             |
| Hwang Jang-lee | Sheng Kuan           |
| Yuen Siu-tien  | Pai Chang-tien       |
| Dean Shek      | Teacher Li           |
| Fung Hak-on    | Master Chao Chi-chih |
| Tino Wong      | Ah-Wu                |
| Peter Chan     | Teacher Lian         |
| Hsu Hsia       | Su Chen              |
| Charlie Chan   | Master Hung          |
| Roy Horan      | Missionary/Russian   |